# Ali Muhammad Mudżawar
Ali Muhammad Mudżawar (arab. ‏علي محمد مجور‎; ur. 26 kwietnia 1953) – jemeński polityk i profesor, były minister, premier Jemenu od 7 kwietnia 2007 do 10 grudnia 2011.

## Życiorys
Ali Muhammad Mudżawar urodził się w muhafazie Szabwa. W 1981 ukończył studia licencjackie z dziedziny zarządzania gospodarczego na Uniwersytecie w Algierze (stolicy Algierii). W 1987 zdobył tytuł magistra zarządzania gospodarczego, a cztery lata później tytuł doktora na francuskim Uniwersytecie w Grenoble.
W latach 1981–2006 pełnił funkcję zastępcy dyrektora generalnego Korporacji Transportu Lądowego w Szabwie. W 1994 został dyrektorem Instytutu Zarządzania na Wydziale Ekonomii Uniwersytetu w Adenie. W latach 1996–1999 pełnił funkcję dziekana Wydziału Ropy i Minerałów, a w latach 2001–2007 dziekana Wydziału Nauk Administracyjnych na Uniwersytecie w Adenie.
Od 1999 do 2000 był dyrektorem fabryki cementu. W latach 2003–2006 zajmował stanowisko ministra zasobów wodnych. Od stycznia 2006 do marca 2007 pełnił funkcję ministra elektryczności w rządzie Abd al-Kadira Badżamala. 31 marca 2007 prezydent Ali Abd Allah Salih nominował go na stanowisko szefa rządu. Jego rząd został zaprzysiężony 7 kwietnia 2007.
20 marca 2011, w czasie trwającego powstania w Jemenie, prezydent Salih zdymisjonował rząd Mudżawara, powierzając mu jednak dalsze administrowanie państwem do czasu wyłonienia nowego gabinetu. 3 czerwca 2011 premier Mudżawar został ranny w wyniku zamachu bombowego w prezydenckiej rezydencji. Podobnie jak raniony prezydent, udał się na leczenie do Arabii Saudyjskiej.
23 listopada 2011 prezydenta Salih podpisał porozumienie z opozycją o rezygnacji z władzy. Wynegocjowane przez Radę Współpracy Zatoki Perskiej przewidywało przekazanie całej władzy wykonawczej przez Saliha w ręce wiceprezydenta Abd Rabu Mansura Hadiego przy jednoczesnym zachowaniu tytułu prezydenta przez kolejnych 90 dni oraz objęcie go immunitetem sądowym. W ciągu 90 dni w kraju przeprowadzone miały zostać wybory prezydenckie z Hadim jako jedynym kandydatem, potwierdzające jego mandat społeczny. W ciągu kolejnych dwóch lat przejściowe władze miały opracować projekt nowej konstytucji i zorganizować wybory parlamentarne i prezydenckie. Zgodnie z porozumieniem w ciągu 14 dni miał zostać powołany nowy rząd, złożony z członków partii rządzącej i opozycji, na czele z premierem wskazanym przez siły opozycyjne.
27 listopada 2011 wiceprezydent Hadi desygnował Mohammeda Basindawę na stanowisko premiera i powierzył misję utworzenia rządu. Nowy rząd został zaprzysiężony 10 grudnia 2011.